# Amanda Fougère
Amanda Fougère, née le 20 novembre 1820 à Coutances et morte le 16 juin 1875 à Lisieux, est une peintre française.

## Biographie
Félicie Amanda Fougère est la fille de Victor Amand Fougère, professeur au collège, et de Delphine Fournier.
Étudiante dans les années 1830 à l'École royale et gratuite de dessin pour les jeunes personnes, elle obtient en novembre 1836 le deuxième second prix de dessin de tête, puis en 1837 le premier second prix de tête.
Élève de Steuben et Monvoisin, elle expose régulièrement au Salon.
Elle obtient une médaille d'or en 1847.
Elle meurt le 16 juin 1875 à l'âge de 54 ans.

## Œuvres

### Expositions aux Salons
Amanda Fougère participe 19 fois au Salon entre 1844 et 1870, présentant 56 tableaux, principalement des scènes de genre, des portraits et quelques peintures religieuses.
Les œuvres ne sont pas localisées, sauf mention contraire.
- 1844
  - Saint Paul ; tête d’étude (no 705) ;
  - Mendiant espagnol ; étude (no 706) ;
  - Fileuse au fuseau ; étude (no 707) ;
  - Tête d’homme ; étude (no 708) ;
  - Portrait de M. F... (no 709) ;
  - Portrait de Mme F... (no 710) ;
  - Portrait du fils de M. C... (no 711) ;
- 1845
  - Sainte Cécile (no 626) ;
  - Vieille femme ; étude (no 627) ;
  - Solitaire ; étude (no 628) ;
  - Portrait de Jean-Irénée Depéry[9], évêque de Gap, huile sur toile, 1844 (no 629), conservé au début du XXe siècle à l'évéché de Gap[10] ;  lithographié par Zéphirin Belliard en 1845 pour Formentin et Cie[11], puis de nouveau en 1853 par Belliard pour Auguste Bry[12],[13] ;
  - Portrait de M. Gr., chanoine de Troyes (no 630) ;
  - Portrait de M. G... (no 631) ;
  - Portrait de Mme G... (no 632) ;
  - Portrait des enfants de M. de la M... (no 633) ;
- 1846
  - Le petit saint Jean (no 687) ;
  - Portrait de M. B... (no 688) ;

- 1847

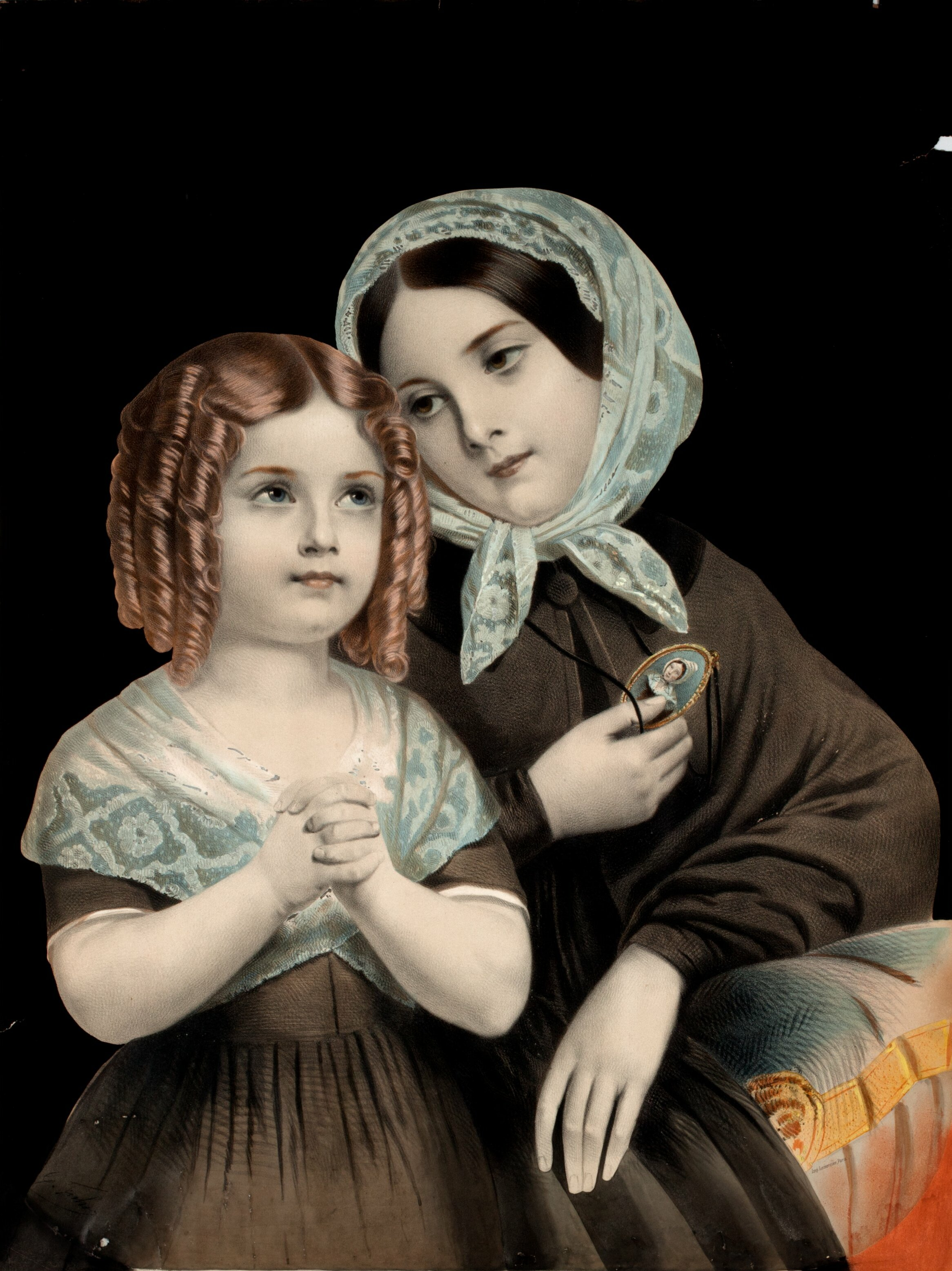
Les Orphelines, lithographie de Charles-Jérémie Fuhr, 1854, d'après le tableau d'A. Fougère présenté au Salon de 1847

  - Deux orphelines (no 637) ; lithographié par Jean-Baptiste-Adolphe Lafosse en 1853 sous le titre Les Orphelines pour Goupil & Cie[14], puis de nouveau par Charles-Jérémie Fuhr en 1854 pour le même éditeur[15] ;
  - Le repas de l'ermite (no 638) ;
  - Petite villageoise (no 639) ;
  - Jeune fille mauresque (no 640) ;
- 1848
  - Douleur et consolation (no 1737) ;
  - Souvenir (no 1738) ;
  - Convalescente (no 1739) ;
  - Portrait de M. de Morlhon, évêque du Puy (no 1740), lithographié par Zéphirin Belliard en 1848 pour Auguste Bry[16] ;
  - Portrait de Mlles L. P. (no 1741) ;
  - Portrait du fils de M. L. P. (no 1742) ;
- 1849
  - Rêverie (no 753) ;
  - Petit paysan (no 754) ;
  - La jeune fille napolitaine (no 755) ;

- 1850
  - Portrait de M. ... (no 1119) ;
  - Portrait de Mlle ... (no 1120) ;

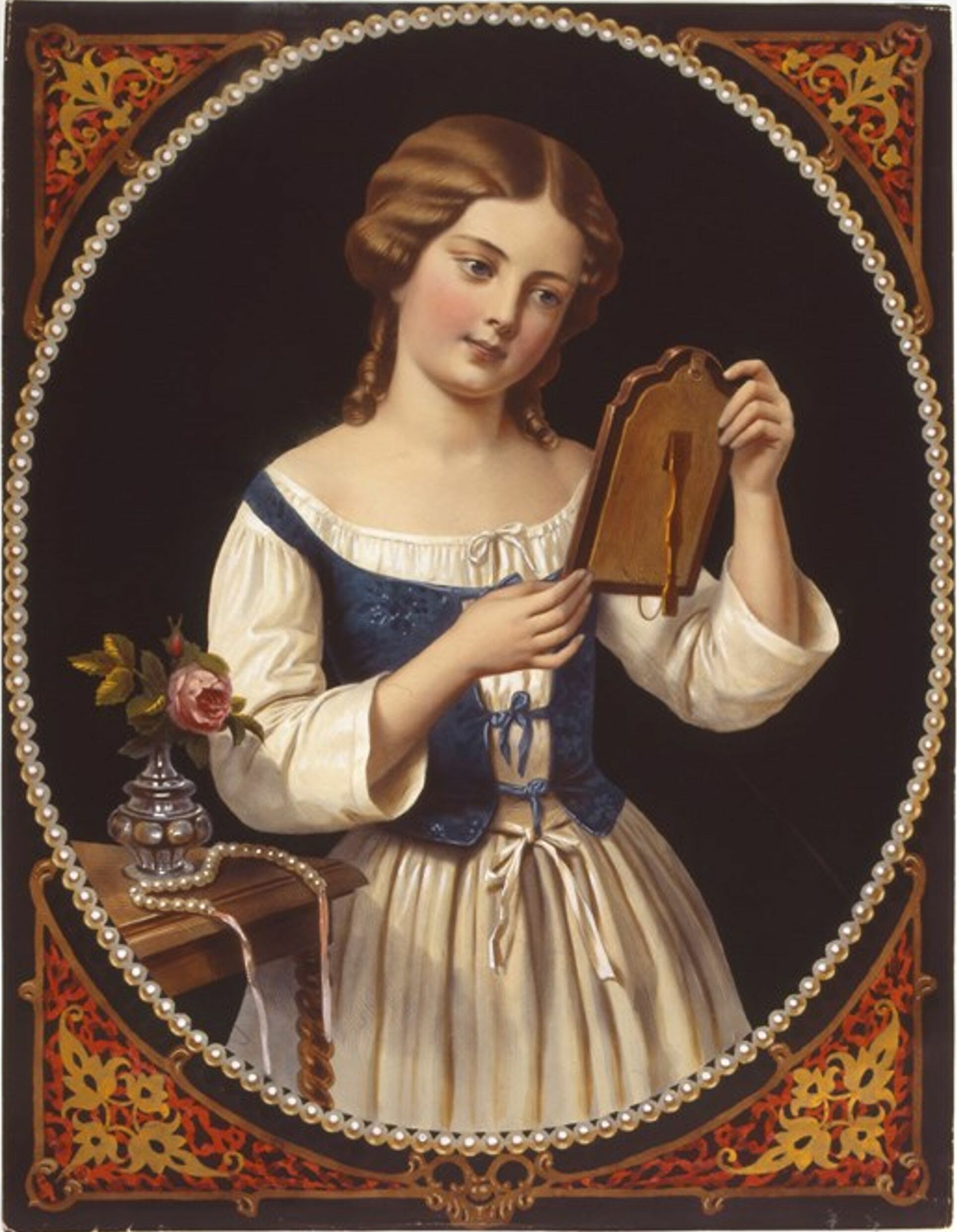
La Petite Coquette, lithographie coloriée à la gouache par Adolphe Lafosse, 1855, d'après le tableau Déjà coquette présenté au Salon de 1850.

  - Déjà coquette (no 1121), lithographié par Jean-Baptiste-Adolphe Lafosse en 1855 sous le titre La Petite coquette pour Goupil & Cie[17] ;
  - Petit savoyard (no 1122) ;
- 1853
  - La petite marchande d’oeufs (no 479) ;
- 1855
  - Portrait de la soeur Rosalie (no 3118) ;
- 1857
  - Jeune fille tricotant (no 1028) ;
  - Un regard vers la ville (no 1029) ;
  - Portrait de Jeanne-Marie Rendu (en religion, soeur Rosalie) (no 1030) ;

- 1859

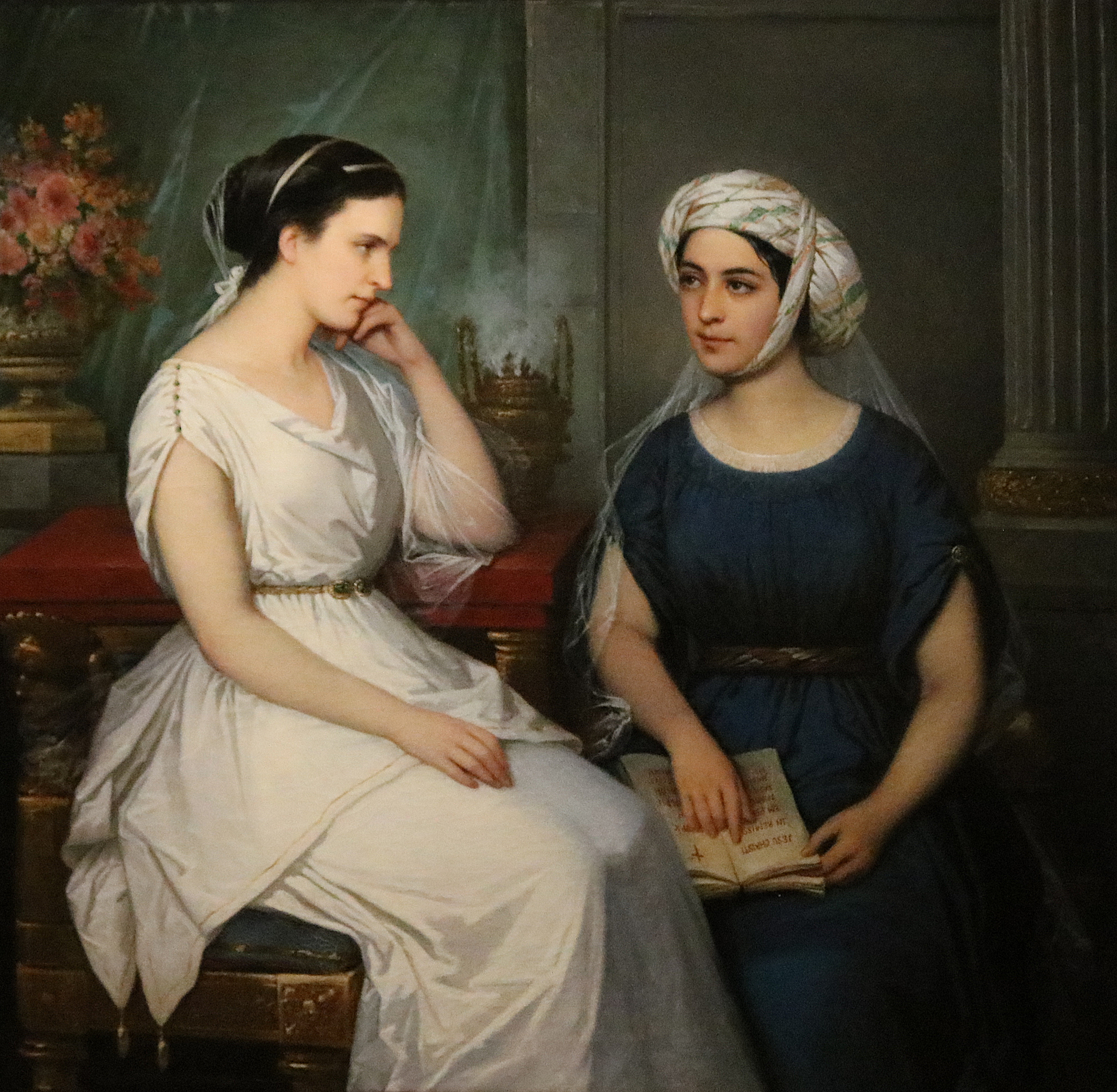
Fabiola, dame romaine, écoute les lectures que lui fait Syra son esclave, Salon de 1859 (Cherbourg, musée Thomas-Henry)

  - Fabiola et Syra, d'après le roman Fabiola (en) (1854) du cardinal Nicholas Wiseman (no 1115) ; acquis sur la liste civile de 1859 de Napoléon III et attribué au musée Thomas-Henry[18] en égard aux origines manchoises de l'artiste (titre d'usage : Fabiola, dame romaine, écoute les lectures que lui fait Syra son esclave) ;
  - Un trappiste (no 1116) ;
  - Frère et sœur (no 1117) ;
- 1861
  - Prise d’habit aux Carmélites (no 1155) ;
  - Un officier de zouaves mortellement blessé ; campagne d’Italie, 1859 (no 1156) ;

- 1864

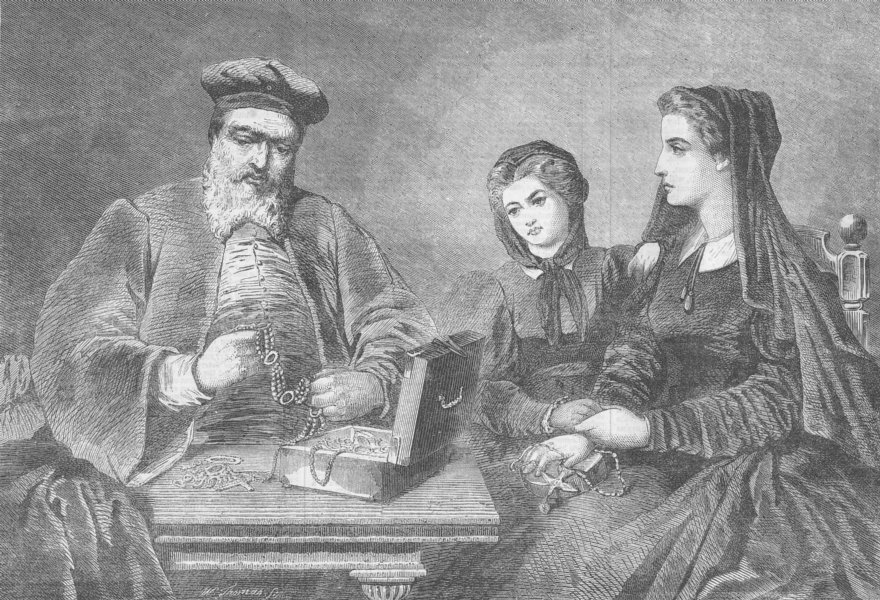
The Reverse of Fortune, gravure de Thomas d'après Un revers de fortune d'A. Fougère (salon de 1864), publiée dans The Illustrated London News.

  - Un revers de fortune (no 733), reproduit dans The Illustrated London News du 13 août 1864[19] ;
  - Portrait de Mme Sainte-Athanase, abbesse de Jouarre (no 734) ;
- 1865
  - La veille du jugement en 1793 (no 840) ;
  - Quête pour les orphelins (no 841) ;
- 1866
  - La dernière pièce d’or (no 735) ;
  - Jeune paysan en voyage (no 736) ;
- 1867
  - À la chute des feuilles (no 603) ;
- 1868
  - Jeunes tyroliens (no 1003) ;
  - Retour de la ferme (no 1004) ;
- 1869
  - Paysan normand (no 961) ;
  - Une gitana (no 962) ;
- 1870
  - Marchande de buis (no 1086) ;

### Autres
- Portrait de Jean-Pierre-François-Marie Lyonnet, évêque de Saint-Flour, huile sur toile[20], lithographié par Zéphirin Belliard en 1855 pour Auguste Bry[21] ;

### Galerie

Œuvres d'Amanda Fougère
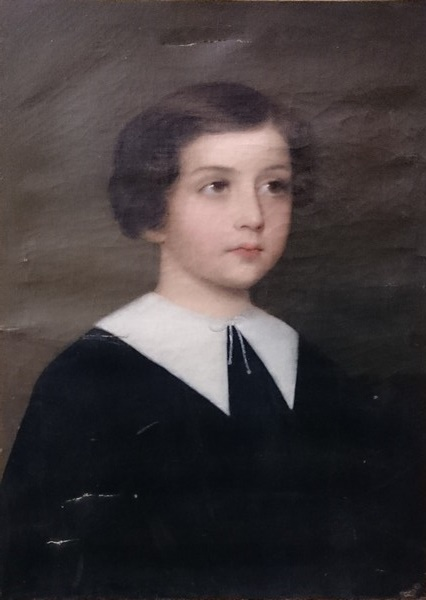
Portrait d'enfant, 1847
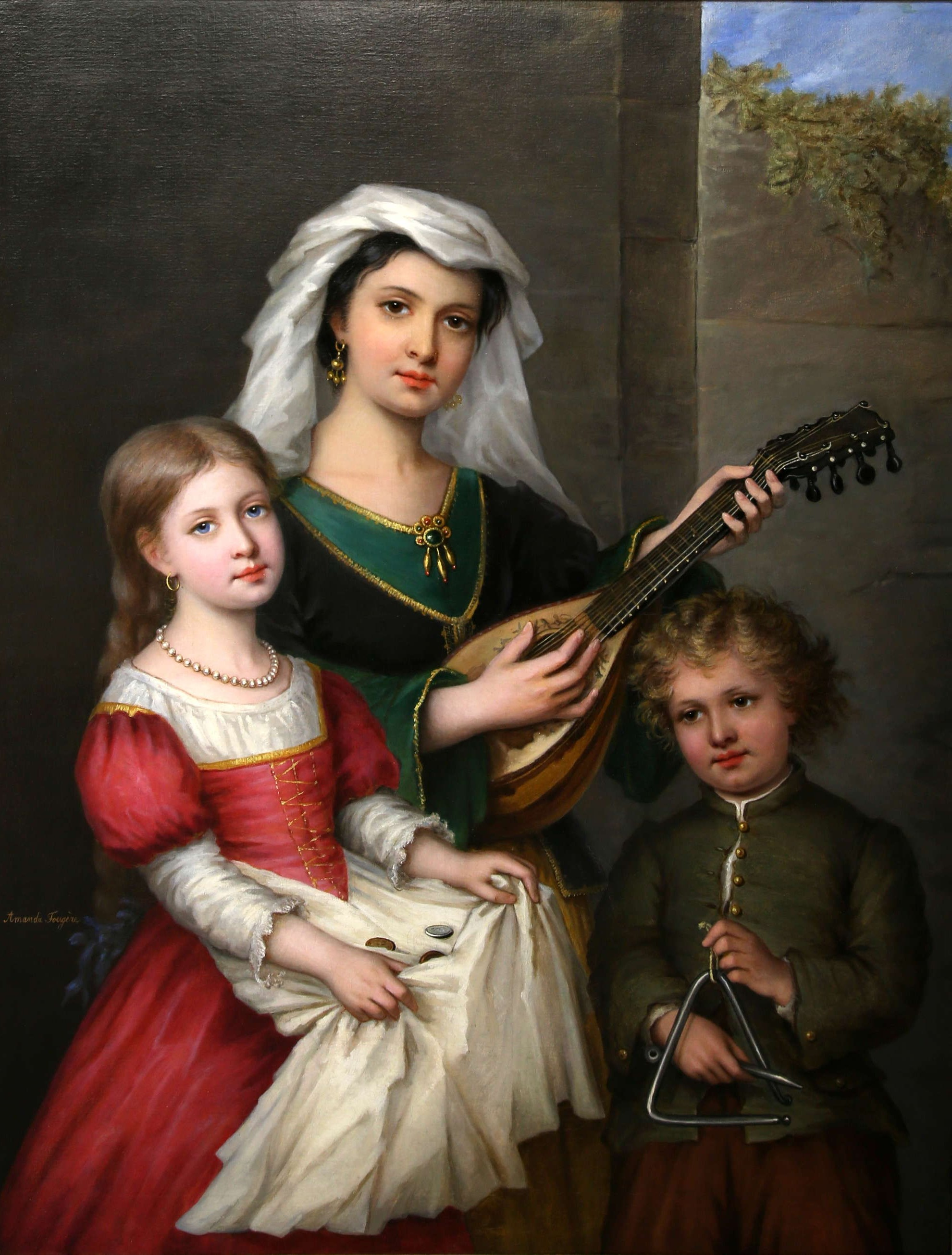
Les Jeunes musiciens, non daté
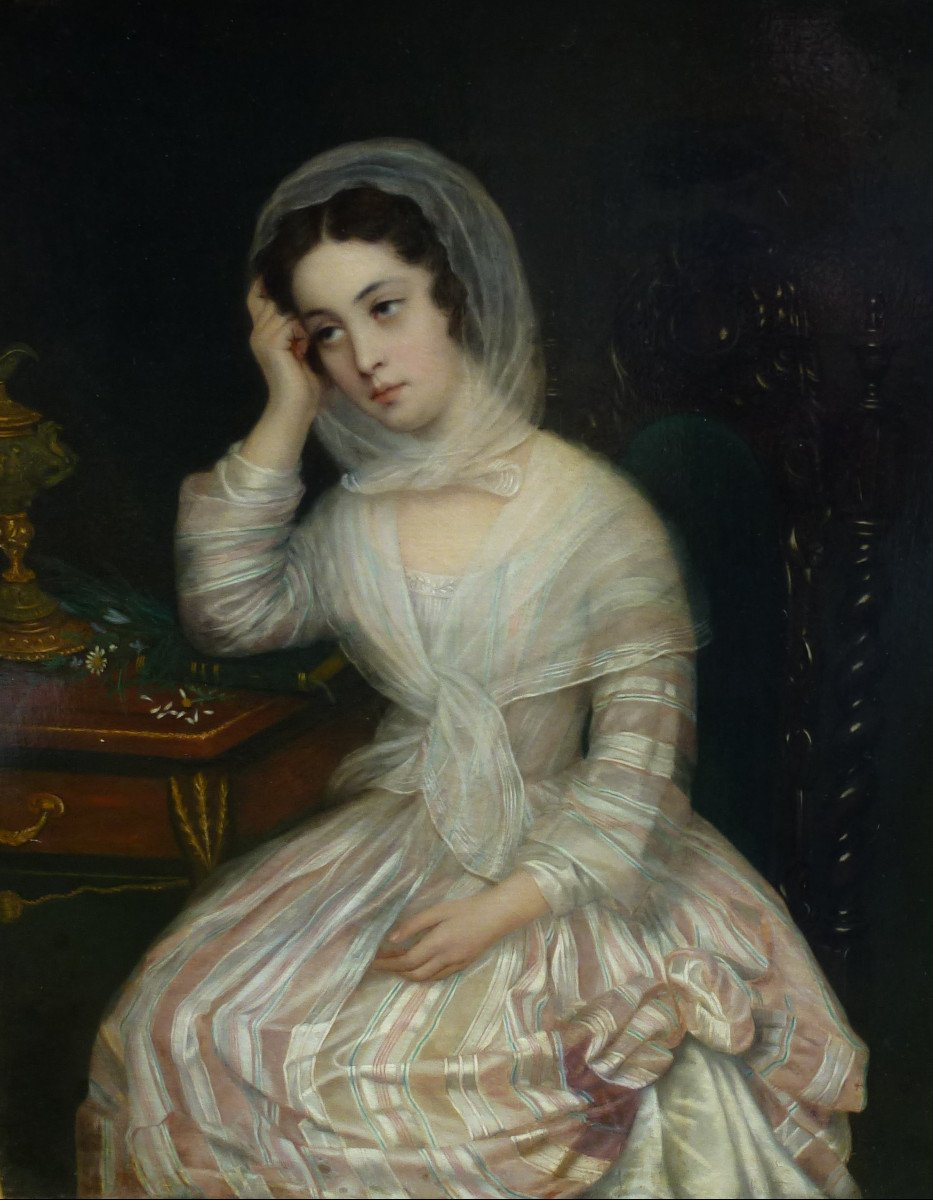
Jeune femme à la marguerite, non daté
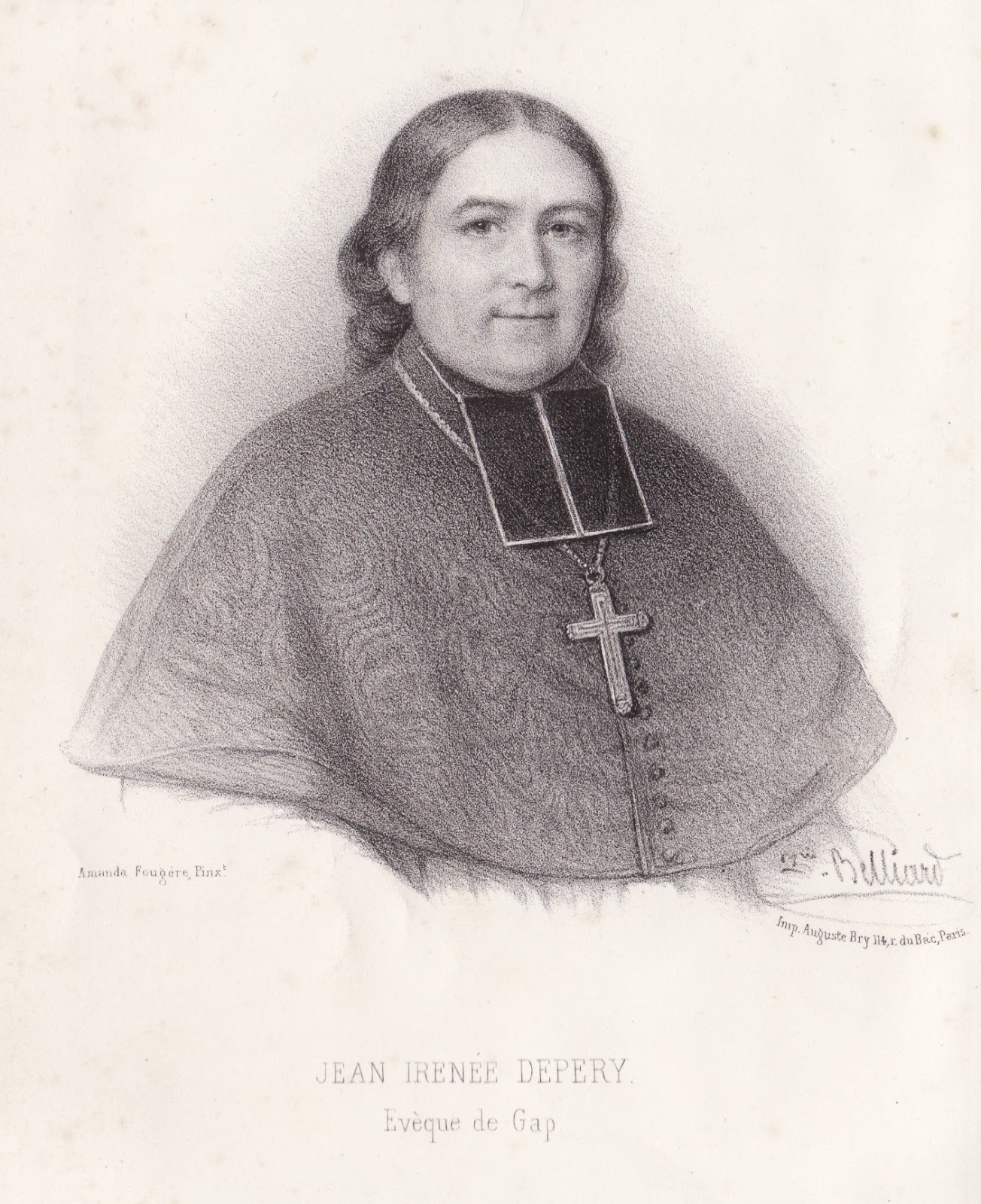
Zéphirin Belliard, Jean-Irénée Depéry, évêque de Gap, lithographie, 1853, d'après le tableau d'A. Fougère exposé au Salon de 1845
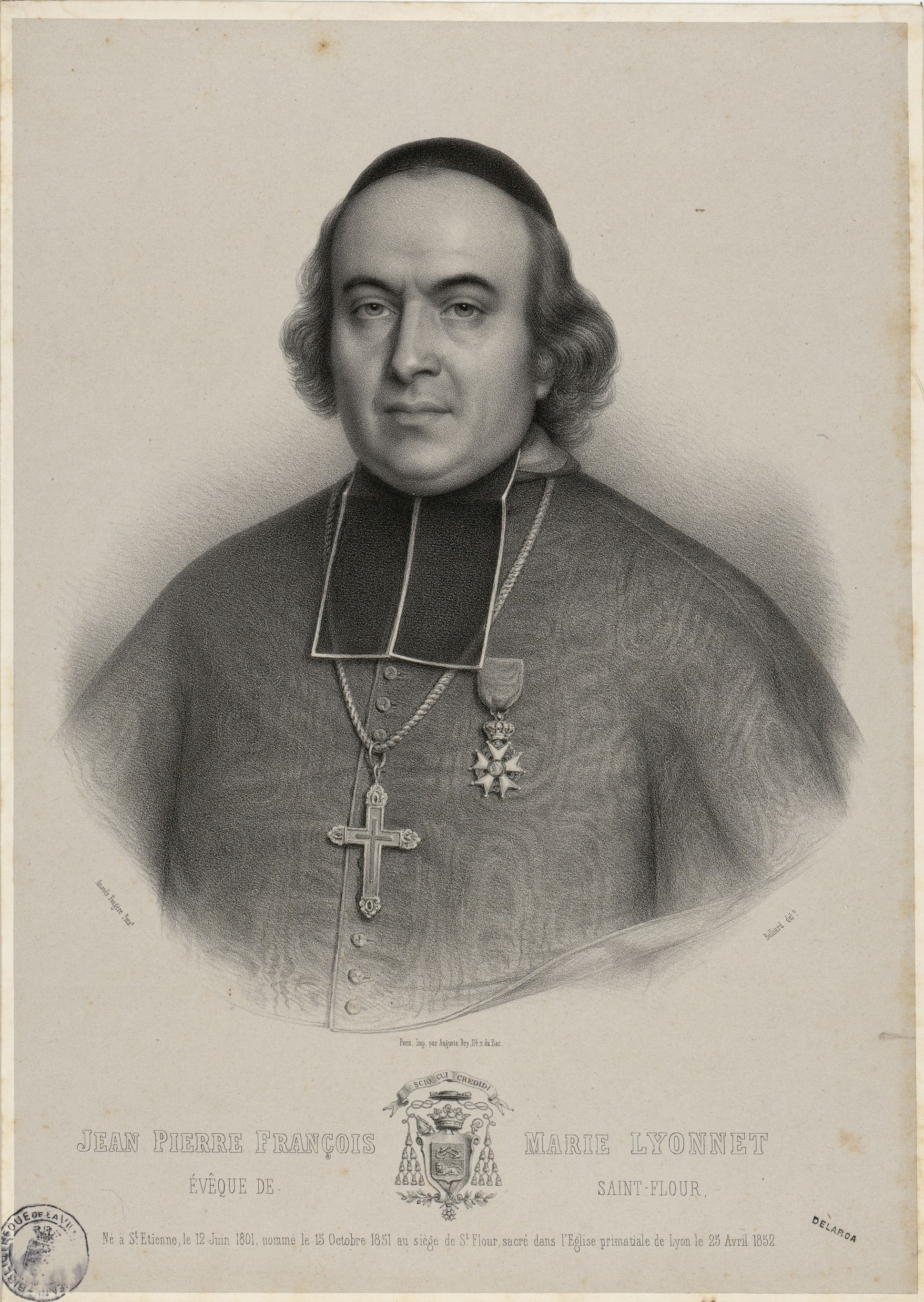
Zéphirin Belliard, Jean Pierre François Marie Lyonnet, évêque de Saint-Flour, lithographie, 1855, d'après le tableau d'A. Fougère